# لورت سالتونستال
لورت سالتونستال (به انگلیسی: Leverett Saltonstall) سناتور سابق عضو حزب جمهوری‌خواه ایالات متحده آمریکا بود. وی در سال ۱۹۴۵ تا ۱۹۶۷ میلادی سناتور ایالت ماساچوست در سنای ایالات متحده آمریکا بود.